# قشلاق إيلختشي عليا
قشلاق إيلختشي عليا (بالإنجليزية: Qeshlaq-e Ilkhchi-ye Olya)‏ هي منطقة سكنية تقع في قسم آزادلو الريفي في إيران. يقدر عدد سكانها بـ 80 نسمة .